# 八奏絵巻
『八奏絵巻』は、和楽器バンドの2枚目のスタジオ・アルバム。2015年9月2日にavex traxよりリリースされた。

## 概要
前作より1年5ヶ月ぶりとなるアルバム。これまで発表されたシングル4曲、『ボカロ三昧』にも収録されている「千本桜」、未発表のオリジナル曲9曲が収録。第57回日本レコード大賞企画賞を受賞。

## リリース形態
- 「初回生産限定盤/type-A(CD+DVD)」[3]
- 「初回生産限定盤/type-B(CD+DVD)」[4]
- 「初回生産限定盤/type-A(CD+Blu-ray)」[5]
- 「初回生産限定盤/type-B(CD+Blu-ray)」[6]
- 「初回生産限定盤/type-C(CD)」[7]
- 「通常盤/type-A(CD+DVD)」[8]
- 「通常盤/type-B(CD+DVD)」[9]
- 「通常盤/type-A(CD+Blu-ray)」[10]
- 「通常盤/type-B(CD+Blu-ray)」[11]
- 「通常盤/type-C(CD)」[12]
  - 以上10形態で発売。

## チャート成績
2015年9月14日付のオリコン週間ランキングでは初動3.6万枚を売り上げ、週間1位にランクインした。

## 収録曲
1. 戦 -ikusa-
作詞・作曲：亜沙
2. 星月夜
作詞・作曲：町屋
3. Perfect Blue
作詞・作曲：亜沙
4. 追憶
作詞・作曲：町屋
5. 鋼 -HAGANE-
作詞・作曲：黒流
6. 風鈴の唄うたい
作詞・作曲：鈴華ゆう子
7. 華火
作詞・作曲：鈴華ゆう子
8. 郷愁の空
作詞・作曲：町屋
9. 暁ノ糸
作詞・作曲：町屋
10. 白斑
作詞・作曲：町屋
11. なでしこ桜
作詞・作曲：鈴華ゆう子
12. 反撃の刃
作詞・作曲：町屋
13. 千本桜
作詞・作曲：黒うさP
14. 華振舞
作詞：いぶくろ聖志／作曲：Cue-Q
15. 地球最後の告白を（初回生産限定盤のみ収録のボーナストラック）
作詞・作曲：kemu